# ستيفن وايلدمان
ستيفن وايلدمان (بالإنجليزية: Stephen Wildman)‏ هو أكاديمي بريطاني، ولد في 1951.